# 星糞峠黒曜石原産地遺跡
星糞峠黒曜石原産地遺跡（ほしくそとうげこくようせきげんさんちいせき）は、長野県小県郡長和町に所在する縄文時代の黒曜石採掘遺跡。日本遺産「星降る中部高地の縄文世界」の構成文化財である。2001年（平成13年）1月29日に国の史跡に指定された。なお「星糞」とは黒曜石を意味する方言である。

## 概要
遺跡は霧ヶ峰の北東端、長野県長和町大門鷹山地区の星糞峠から虫倉山にかけての斜面に位置する。「星糞」は黒曜石の地元の方言で、この周辺は遠くから輝いて見えることがあり星のかけらが降り積もっているという言い伝えがあった。実際にはその正体は縄文人が黒曜石を採掘した鉱山跡に残された割くずだった。
1986年（昭和61年）に始まった鷹山遺跡群の分布調査で虫倉山斜面におびただしい黒曜石原石が発見された。1991年（平成3年）から星糞峠一帯の分布調査が行われ、星糞峠から虫倉山にかけて直径10メートルほどのクレーター状のくぼみ195基が確認され、その一つを試掘したところ黒曜石採掘址であることが確認された。
長野県の周辺で産出された黒曜石は、遥か遠くの地でも発見されている。これは、旧石器時代の頃日本全国で黒曜石が交易されていたことを示している。
この遺跡がいつ使われたのか、正確な時期を確立することは不可能である。しかし、この遺跡が機能的に使用されていたのは縄文時代草期から最終期までだということが分かっている。

## 史跡と施設

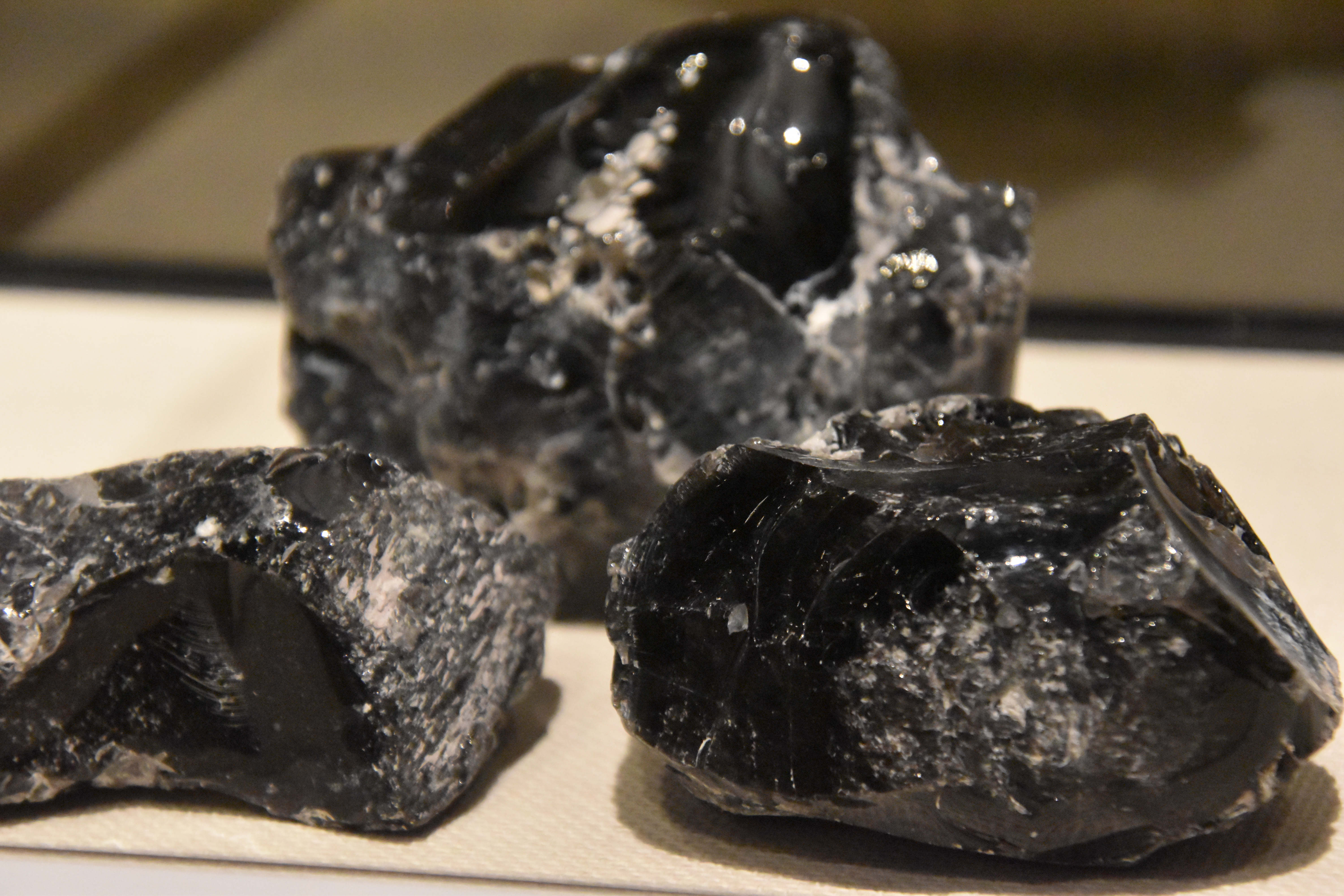
星糞峠黒曜石原産地遺跡で採掘された黒曜石

195基の採掘址群や工房跡を含む一帯6.6ヘクタールが2001年（平成13年）に国史跡に指定された。このエリアは歴史公園として一般公開されていて、歩道やプラカードなどが設置されている。
長和町と明治大学の研究協力が行われており、峠の直下には2001年に開設された明治大学黒耀石研究センターがある。なお、地元では「黒耀石」表記を用いており、明治大学の施設の固有名称も「黒耀石研究センター」であるが、史跡名としては「星糞峠黒曜石原産地遺跡」である。
峠の麓には体験型施設の黒耀石体験ミュージアムがあり、鉱山跡までは遊歩道で約30分である。
また、2021年（令和3年）7月には発掘したトレンチの状況を公開する現地の展示施設である「星くそ館」がオープンした。
JR東日本中央本線茅野駅から車で一時間ほどの所にある。遺跡は標高1,500メートルの高地にあるため冬季は閉鎖となる（現地の展示施設である「星くそ館」は4月下旬から11月下旬の期間で開館）。